# 乔治斯·卡赖斯卡基斯市镇
乔治斯·卡赖斯卡基斯市镇（希臘語：Γεώργιος Καραϊσκάκης）是希腊伊庇鲁斯大区阿尔塔专区的市镇，行政中心为上卡伦迪尼村。市镇面积为463.9平方公里，2021年人口数量为5,278人。该市镇以希腊独立战争中的领袖人物乔治斯·卡赖斯卡基斯命名。
现今范围的市镇设立于2011年地方政府改革中，由原3个市镇合并而成，原市镇则成为此市镇的3个市区。乔治斯·卡赖斯卡基斯市区（即原乔治斯·卡赖斯卡基斯市镇）的面积为174.179平方公里，2021年人口数量为1,978人。